# Diskografie Katy Perry
Toto je seznam diskografie americké zpěvačky Katy Perry.

## Alba

### Studiová alba
| Rok  | Album | Umístění | Umístění | Umístění | Umístění | Umístění | Umístění | Prodej                                                    | Certifikáty                                                                                    |
| Rok  | Album | USA      | KAN      | UK       | AUS      | NĚM      | CZE      | Prodej                                                    | Certifikáty                                                                                    |
| ---- | --- | -------- | -------- | -------- | -------- | -------- | -------- | --------------------------------------------------------- | ---------------------------------------------------------------------------------------------- |
| 2001 | Katy Hudson - 1. studiové album - Vydáno: 8. února 2001 - Red Hill Records                                     | -        | -        | -        | -        | -        | -        | - Celosvětově: ~200                                       |                                                                                                |
| 2008 | One of the Boys - 2. studiové album - Vydáno: 17. června 2008 - Capitol Records                                | 9        | 6        | 11       | 11       | 6        | 33       | - Celosvětově: 7 000 000 - USA: 1 710 000 - UK: 700 261   | - KAN: 3× Platina - AUS: 2× Platina - UK: 2× Platina - USA: Platina - NĚM: 3× Zlato            |
| 2010 | Teenage Dream - 3. studiové album - Vydáno: 24. srpna 2010 - Capitol Records                                   | 1        | 1        | 1        | 1        | 5        | 8        | - Celosvětově: 6 000 000 - USA: 3 000 000 - UK: 1 308 384 | - USA: 8x Platina - UK: 5x Platina - KAN: 4× Platina - AUS: 4× Platina - NĚM: Platina          |
| 2012 | Teenage Dream: The Complete Confection - Doplnění předchozího alba - Vydáno: 23. března 2012 - Capitol Records | 7        | -        | 6        | 5        | -        | -        | - Celosvětově: 1 000 000                                  |                                                                                                |
| 2013 | Prism - 4. studiové album - Vydáno: 21. říjen 2013 - Capitol Records                                           | 1        | 1        | 1        | 1        | 4        | 11       | - Celosvětově: 4 000 000 - USA: 1 700 000 - UK: 440 272   | - AUS: 5× Platina - KAN: 3× Platina - USA: 2× Platina - UK: Platina - FR: Platina - NĚM: Zlato |
| 2017 | Witness - 5. studiové album - Vydáno: 9. června 2017 - Capitol Records                                         | 1        | 1        | 6        | 2        | 10       | 3        | - USA: 162 000 - AUS: 7 863 - KAN: 23 000 - UK: 16 153    | - KAN: Platina - UK: Stříbro - AUS: Zlato - RAK: Zlato - FRA: Zlato                            |
| 2020 | Smile - 6. studiové album - Vydáno: 28. srpna 2020 - Capitol Records                                           | 5        | 5        | 5        | 2        | 14       | 35       | - US: 67 000                                              |                                                                                                |

### Živá alba
- 2009: MTV Unplugged

## Extended play
- 2009: The Hello Katy Australian Tour EP

## Singly
| Rok  | Název písně                                  | Pozice v mezinárodních žebříčcích | Pozice v mezinárodních žebříčcích | Pozice v mezinárodních žebříčcích | Pozice v mezinárodních žebříčcích | Pozice v mezinárodních žebříčcích | Pozice v mezinárodních žebříčcích | Prodej                                                    | Ceftifikáty                                                                         | Album                                  |
| Rok  | Název písně                                  | USA                               | AUS                               | KAN                               | NĚM                               | UK                                | CZE                               | Prodej                                                    | Ceftifikáty                                                                         | Album                                  |
| ---- | -------------------------------------------- | --------------------------------- | --------------------------------- | --------------------------------- | --------------------------------- | --------------------------------- | --------------------------------- | --------------------------------------------------------- | ----------------------------------------------------------------------------------- | -------------------------------------- |
| 2008 | „I Kissed a Girl“                            | 1                                 | 1                                 | 1                                 | 1                                 | 1                                 | 1                                 | - UK: 706 000 - USA: 4 700 000                            | - KAN: 7× Platina - USA: 5× Platina - AUS: 3× Platina - UK: Platina - NĚM: Platina  | One of the Boys                        |
| 2008 | „Hot n Cold“                                 | 3                                 | 4                                 | 1                                 | 1                                 | 4                                 | 1                                 | - UK: 680 494 - USA: 5 700 000                            | - USA: 7× Platina - KAN: 6× Platina - AUS: 5× Platina - UK: Platina - NĚM: Platina  | One of the Boys                        |
| 2009 | „Thinking of You“                            | 29                                | 34                                | 24                                | 19                                | 27                                | 12                                | - USA: 1 100 000                                          | - KAN: Platina - AUS: Platina                                                       | One of the Boys                        |
| 2009 | „Waking Up in Vegas“                         | 9                                 | 11                                | 2                                 | 33                                | 19                                | -                                 | - USA: 1 100 000                                          | - USA: 2× Platina - KAN: Platina - AUS: Zlato - UK: Stříbro                         | One of the Boys                        |
| 2010 | „California Gurls“ (ft. Snoop Dogg)          | 1                                 | 1                                 | 1                                 | 3                                 | 1                                 | 8                                 | - UK: 780 787 - USA: 5 800 000                            | - USA: 7× Platina - AUS: 6× Platina - KAN: 4× Platina - UK: Platina - NĚM: Platina  | Teenage Dream                          |
| 2010 | „Teenage Dream“                              | 1                                 | 2                                 | 2                                 | 6                                 | 2                                 | 9                                 | - UK: 530 000 - USA: 4 700 000                            | - USA: 7× Platina - AUS: 6× Platina - KAN: 4× Platina - UK: Platina - NĚM: Platina  | Teenage Dream                          |
| 2010 | „Firework“                                   | 1                                 | 3                                 | 1                                 | 4                                 | 3                                 | 4                                 | - UK: 1 080 000 - US: 7 100 000 - Celosvětově: 11 000 000 | - USA: Diamand - AUS: 8× Platina - KAN: 6× Platina - UK: 2× Platina - NĚM: Zlato    | Teenage Dream                          |
| 2011 | „E.T.“ (ft. Kanye West)                      | 1                                 | 5                                 | 1                                 | 9                                 | 3                                 | 18                                | - UK: 470 00 - USA: 5 900 000                             | - USA: 8× Platina - KAN: 4× Platina - AUS: 3× Platina - UK: Platina - NĚM: Zlato    | Teenage Dream                          |
| 2011 | „Last Friday Night (T.G.I.F.)“               | 1                                 | 5                                 | 1                                 | 15                                | 9                                 | 1                                 | - USA: 3 800 000                                          | - USA: 5× Platina - KAN: 4× Platina - AUS: 3× Platina - UK: Zlato                   | Teenage Dream                          |
| 2011 | „The One That Got Away“                      | 3                                 | 27                                | 2                                 | 34                                | 18                                | 47                                | - UK: ~325 000 - USA: 2800 000                            | - USA: 4× Platina - AUS: 2× Platina - KAN: 2× Platina - UK: Zlato                   | Teenage Dream                          |
| 2012 | „Part of Me“                                 | 1                                 | 5                                 | 1                                 | 20                                | 1                                 | 17                                | - USA: 2 900 000                                          | - USA: 3× Platina - AUS: 3× Platina - KAN: 3× Platina - UK: Zlato                   | Teenage Dream: The Complete Confection |
| 2012 | „Wide Awake“                                 | 2                                 | 4                                 | 1                                 | 39                                | 9                                 | 26                                | - UK: 325 000 - USA: 3 500 000                            | - AUS: 6× Platina - USA: 4× Platina - KAN: 3× Platina - UK: Zlato                   | Teenage Dream: The Complete Confection |
| 2012 | „Hummingbird Heartbeat“                      | -                                 | 34                                | -                                 | -                                 | -                                 | -                                 | –                                                         | –                                                                                   | Teenage Dream: The Complete Confection |
| 2013 | „Roar“                                       | 1                                 | 1                                 | 1                                 | 1                                 | 1                                 | 1                                 | - UK: 1 100 000 - USA: 6 400 000 - Celosvětově: 9 900 000 | - USA: Diamand - AUS: 11× Platina - KAN: 9× Platina - UK: 2× Platina - NĚM: Platina | Prism                                  |
| 2013 | „Unconditionally“                            | 14                                | 11                                | 13                                | 22                                | 25                                | 7                                 | - USA: 1 300 000                                          | - USA: 2× Platina - AUS: Platina - KAN: Platina - UK: Stříbro                       | Prism                                  |
| 2013 | „Dark Horse“ (ft. Juicy J)                   | 1                                 | 5                                 | 1                                 | 7                                 | 4                                 | 2                                 | - UK: 591 000 - USA: 6 300 000 - Celosvětově: 13 200 000  | - USA: Diamand - KAN: 7× Platina - UK: Platina - NĚM: Platina                       | Prism                                  |
| 2014 | „Birthday“                                   | 17                                | 25                                | 7                                 | 69                                | 22                                | 32                                | –                                                         | - USA: Platina - AUS: Platina - KAN: Platina - UK: Stříbro                          | Prism                                  |
| 2014 | „This Is How We Do“                          | 24                                | 18                                | 9                                 | 34                                | 33                                | 12                                | –                                                         | - USA: Platina - AUS: Platina - KAN: Platina - UK: Stříbro                          | Prism                                  |
| 2016 | „Rise“                                       | 11                                | 1                                 | 15                                | 39                                | 25                                | 7                                 | - UK: 22 497 - USA: 137 000                               | - USA: Zlato - AUS: Zlato                                                           | Non album single                       |
| 2017 | „Chained to the Rhythm“ (ft. Skip Marley)    | 4                                 | 4                                 | 2                                 | 20                                | 3                                 | 4                                 | - USA: 108 000                                            | - USA: Platina - AUS: Platina - KAN: Platina - UK: Zlato - NĚM: Zlato               | Witness                                |
| 2017 | „Bon Appétit“ (ft. Migos)                    | 59                                | 35                                | 39                                | 75                                | 37                                | 7                                 | - AUS: 4 358 - USA: 18 000                                | - ITA: Zlato                                                                        | Witness                                |
| 2017 | „Swish Swish“ (ft. Nicky Minaj)              | 46                                | 37                                | 27                                | 76                                | 19                                | 49                                | - USA: 165 288                                            | - KAN: Platina - UK: Stříbro - USA: Zlato                                           | Witness                                |
| 2018 | „Hey Hey Hey“                                | –                                 | –                                 | –                                 | –                                 | –                                 | –                                 |                                                           |                                                                                     | Witness                                |
| 2018 | „Cozy Little Christmas“                      | 53                                | –                                 | –                                 | –                                 | 23                                | –                                 |                                                           |                                                                                     | Non album single                       |
| 2019 | „365“ s Zedd                                 | 86                                | 38                                | 52                                | 72                                | 37                                | 26                                |                                                           | - KAN: Zlato                                                                        | Orbit                                  |
| 2019 | „Con Calma“ (Remix) (s Daddy Yankee ft.Snow) | 22                                | –                                 | 6                                 | 6                                 | 66                                | 10                                |                                                           | - USA: 15× Platina - UK: Stříbro                                                    | Non album single                       |
| 2019 | „Never Really Over“                          | 15                                | 7                                 | 7                                 | 47                                | 12                                | 12                                |                                                           | - USA: Zlato - AUS: Platina - UK: Zlato - ITA: Zlato - KAN: Zlato                   | Smile                                  |
| 2019 | „Small Talk"                                 | 81                                | 33                                | 56                                | –                                 | 43                                | 41                                |                                                           |                                                                                     | Non album single                       |
| 2019 | „Harleys in Hawaii"                          | –                                 | 36                                | 71                                | –                                 | 45                                | 69                                |                                                           |                                                                                     | Smile                                  |
| 2020 | „Never Worn White"                           | –                                 | –                                 | 95                                | –                                 | 97                                | –                                 |                                                           |                                                                                     | Non album single                       |
| 2020 | „Daisies“                                    | 40                                | 37                                | 37                                | –                                 | 37                                | 68                                |                                                           |                                                                                     | Smile                                  |
| 2020 | „Smile"                                      | –                                 | –                                 | –                                 | –                                 | 96                                | –                                 |                                                           |                                                                                     | Smile                                  |